# Rennteam Gubin
Das Rennteam Gubin wurde 1983 von Fred-Michael Gubin gegründet. Größter Erfolg des Teams war der Gewinn der Deutschen-Tourenwagen-Meisterschaft (DTM, zu der Zeit noch Deutsche Produktionswagen-Meisterschaft) im Jahr 1984 auf einem BMW 635 CSi. Der damalige Fahrer des von Gubin aufbereiteten BMW 635 CSi, Volker Strycek, fuhr ohne einen einzigen Sieg die Meisterschaft ein. Volker Strycek war dadurch auch erster Meister der DTM überhaupt. 1988 fuhr das Rennteam Gubin in Zolder sein letztes DTM-Rennen auf einem BMW M3. Insgesamt holte der Rennstall 295,50 Punkte in seiner kurzen Renngeschichte.

## Geschichte
Das Team wurde vom damaligen Rennfahrer Fred-Michael Gubin gegründet, welcher schon 1967 privat an verschiedenen Rennserien teilgenommen hat. Fred-Michael Gubin ist mit der elterlichen KFZ-Werkstatt aufgewachsen und hatte daher schon früh einen Bezugspunkt zum Motorsport. Mit 29 Jahren in 1977, verwirklichte er sich seinen Kindheitstraum, indem er seinen BMW 320 so umbaute, dass dieser im Renntrimm konkurrenzfähig wurde. Daraus entstand die nachhaltige Leidenschaft zum Motorsport. 1983 wurde dann das Rennteam Gubin gegründet. In diesem Jahr erwarb Gubin einen BMW 635 CSi von Schnitzer Motorsport und kam im Anschluss mit Volker Strycek ins Gespräch. Der Name Gubin steht heute für ein Autohaus in Bochum-Wattenscheid, welches von Fred-Michael Gubin geführt wird.

## Das Letzte Rennen 1988
Der Rücktritt des Rennteams Gubin aus der DTM fand 1988 statt. Das damalige Auto war ein BMW M3, der dann zum Anfang der Saison mit einem Crash aus der Serie ausschied und das Ende des Rennteams Gubin einläutete. Hinzu kam die Teilnahme der Werksteams von Mercedes-Benz, BMW und Audi an der DTM. Für einen privaten Rennstall wie Gubin, war es quasi unmöglich mit diesen Teams auf Augenhöhe zu bleiben.